# Boris Jordan
Boris Jordan (en russe : Борис Алексеевич Йордан), né le 2 juin 1966, est un homme d'affaires américain aux origines russes.
Il parle anglais et russe couramment. Il a joué un rôle important à l'époque de la prise de contrôle de Gazprom-Media sur la chaîne de télévision russe NTV.

## Biographie
Boris Jordan descend d'une famille russe émigrée aux États-Unis. Il est titulaire d'un Bachelor of Arts de l'Université de New York.
Il s'installe en Russie au début des années 1990 pour participer à la transition du pays à l'économie de marché. Il travaille dans le milieu financier qui lance la nouvelle bourse russe et procède à la privatisation des entreprises d'État. Il est d'abord cadre chez Crédit suisse First Boston à Moscou, banque d'investissement qui devient l'un des acteurs de premier plan dans cette phase de privatisation et cofonde en 1995, à vingt-huit ans, le groupe d'investissement Renaissance Capital qui devient rapidement une des premières banques d'investissement en Russie.
En 1998, il fonde et devient le PDG de Spoutnik Group qui est une holding vouée à des investissements diversifiés. Le fonds d'investissement Spoutnik est l'un des fonds d'investissement privés étrangers parmi les plus importants agissant en Russie.
Aujourd'hui il est plutôt spécialisé dans les médias, les télécommunications, les assurances (par le biais de Renaissance Assurances) et les propriétés forestières.
Il devient ensuite également directeur-général de Gazprom-Media. Lorsque l'oligarque Vladimir Goussinski - alors propriétaire de 30 % de NTV - est obligé de quitter la Russie pour un procès de corruption et que la chaîne est l'objet d'un conflit (refus de la rédaction et de son directeur-général Evgueni Kisseliov d'accepter l'achat des parts de Goussinsky par Gazprom-Media), il joue un rôle-pivot pour la mise sur pied d'une nouvelle équipe et d'une nouvelle orientation. En plus de NTV, Gazprom-Media possède également les chaînes TNT et NTV Plus, ainsi que cinq radios de grande audience (dont Écho de Moscou) et plusieurs publications à grands tirages. Boris Jordan devient directeur-général de la chaîne mais en démissionne en 2003.
Il est membre du Council on Foreign Relations depuis 2007.